# The Intergalactic Collection 〜ギャラコレ〜
『The Intergalactic Collection 〜ギャラコレ〜 』（ジ・インターギャラクティック・コレクション）は、2003年3月5日に発売された、日本の音楽グループであるm-floの初のベストアルバムである。2002年にグループを脱退したボーカルのLISA在籍期間に発表した楽曲により構成されている。

## 解説
- 「come again... and AGAIN!」およびインディーズ時代の楽曲を収録したボーナスCDを含む2枚組。Disc 1 のみCCCDである。Disc 2 はCD EXTRA仕様であり、LISA脱退やm-floのあるべき姿、今後のこと等について、TAKUとVERBALが歩きながら語る6分半ほどの長さの特典映像が収録されている。最後にはVERBALがアカペラでフリースタイルする様子も映っている。
- 選曲はオフィシャルサイト上での人気投票を基に行われた。
- インタールードにはLori Fine (COLDFEET)、パトリック・ハーラン（パックンマックン）らが参加。
- インタールードのストーリーは、「m-floが主催する宇宙規模のファッションショー "INTERGALACTIC COLLECTION 2013" 」である。
- 以下の楽曲はオリジナルアルバム『Planet Shining』（2000年） および『EXPO EXPO』（2002年）には収録されていない: 「MIrrorball Satellite 2012」「flo jack」「One Sugar Dream」。
- 「Quantan Leap」はオリジナルバージョンではなく、『THE REPLACEMENT PERCUSSIONISTS』（2000年）に収録されている"DJ Watarai Remix"バージョンである。

## 収録曲
1. The Intergalactic Collection (Interlude)
2. How You Like Me Now?
  - 2ndアルバム「EXPO EXPO」に収録されているアカペラから始まるフックバージョンで収録。
3. Mirrorball Satellite 2012
4. Quantum Leap (DJ Watarai Remix)
5. The Cat Walk (Interlude)
6. flo jack
7. chronopsychology
8. Hands
9. Come Back To Me
10. The PR (Interlude)
11. prism
12. been so long
13. The Intermission (Interlude)
14. orbit-3
15. L.O.T. (Love Or Truth)
16. One Sugar Dream
17. come again
18. The New Vocal (Interlude)
  - 最終トラックは m-flo の新ボーカルを紹介する内容になっているが、ボーカルの歌い出しのブレスで切れている（このトラックは m-flo loves Crystal Kay「REEEWIND!」のイントロ部分である）。

### ボーナスCD
1. come again... and AGAIN!
  - 「been so long」や「prism」「How You Like Me Now?」など、これまでのm-floの楽曲をサンプリングしている。VERBALのラップの2ndバースが新たに書かれている。PVも製作された。
2. The Way We Were (feat Ceybil Jefferies)
3. The Rhyme Brokers
4. Incognito